# HMS Scotsman (1944)
HMS Scotsman (P243) (Корабль Его Величества «Скотсмэн») — подводная лодка типа S Королевского флота Великобритании. Принадлежала к третьей группе лодок своего типа. Построена на верфи Scotts в Гриноке, Шотландия. Спущена на воду 18 августа 1944 года.
Лодка благополучно пережила Вторую мировую войну. В 1953 году приняла участие в военно-морском параде по случаю коронации Елизаветы II. Продана на слом в 1964 году.